# Santuario de Nuestra Señora de Guadalupe (Puebla)

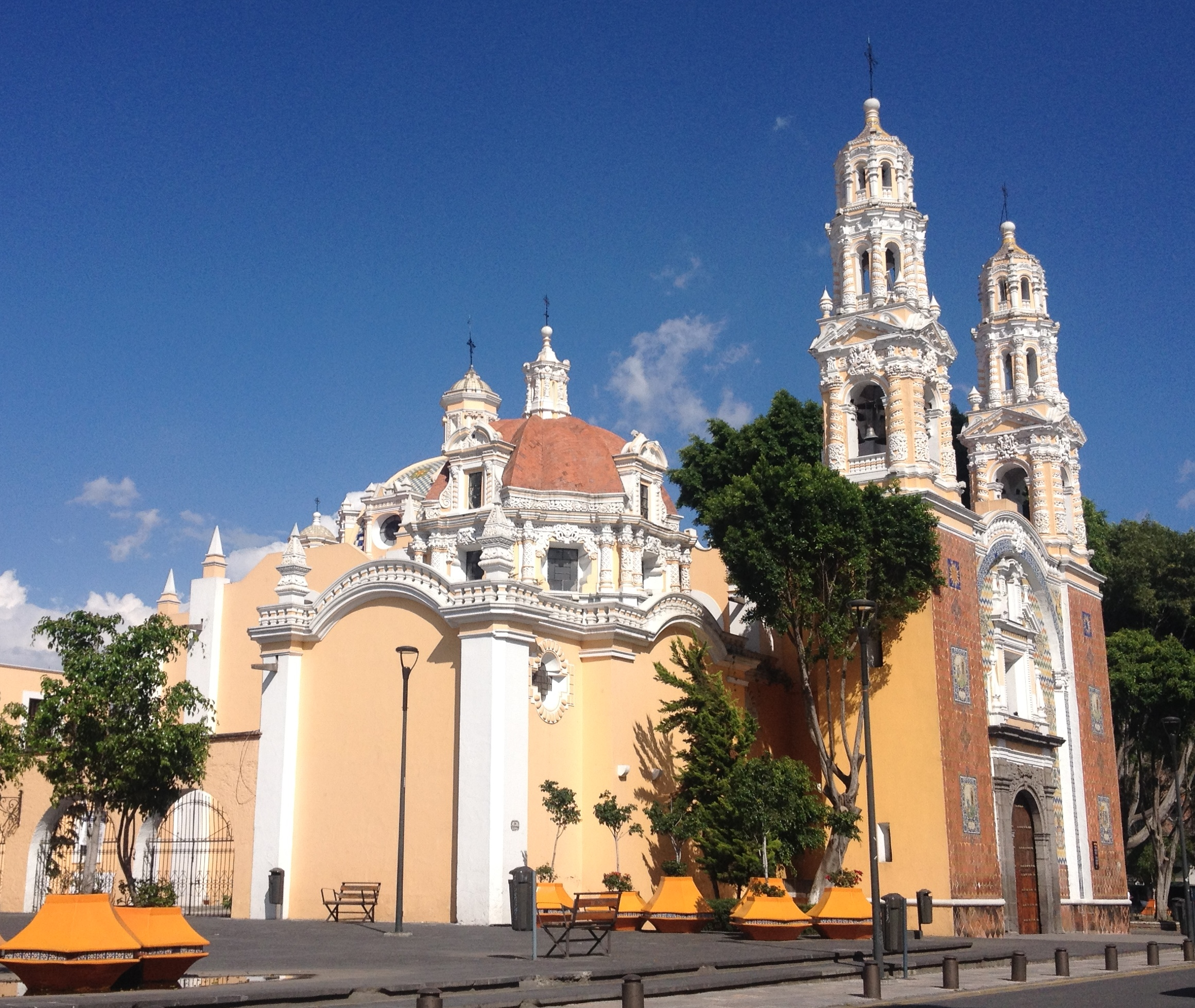
Vista lateral del Santuario de Nuestra Señora de Guadalupe

El Santuario de Nuestra Señora de Guadalupe, también conocido como La Villita, es un templo religioso para el culto católico de la Ciudad de Puebla. Su edificación data del siglo XVIII. El templo se encuentra en la avenida Reforma (antes Calle de Guadalupe), frente al Paseo Bravo. Es uno de los ejemplos del barroco poblano, por su frontispicio de talavera y petatillo.

## Historia
En 1694, Juan Alonso Martínez de Peredo, de oficio herrero, propuso la construcción de un templo dedicado a la Virgen de Guadalupe. El templo se edificó en 1714 y el Cabildo Eclesiástico consagró la edificación el 12 de diciembre de 1722. El diseño de la fachada corrió a cargo de Diego de la Sierra.
Existe otra versión que señala que fue Marcos de Madrigal quien consiguió los recursos y el terreno para edificar el templo. Más tarde, en 1765, se construyó el Colegio de Nuestra Señora de Guadalupe, a un costado del santuario. Esta obra se realizó gracias al obispo Pantaleón Álvarez de Abreu, junto con los recursos de la viuda del general Ortiz y Largachi.
En 1870, debido a las Leyes de Reforma, el templo y el colegio fueron vendidos por $ 6,400.00 pesos. En 1903, los misioneros guadalupanos se hicieron cargo del edificio.

## Arquitectura

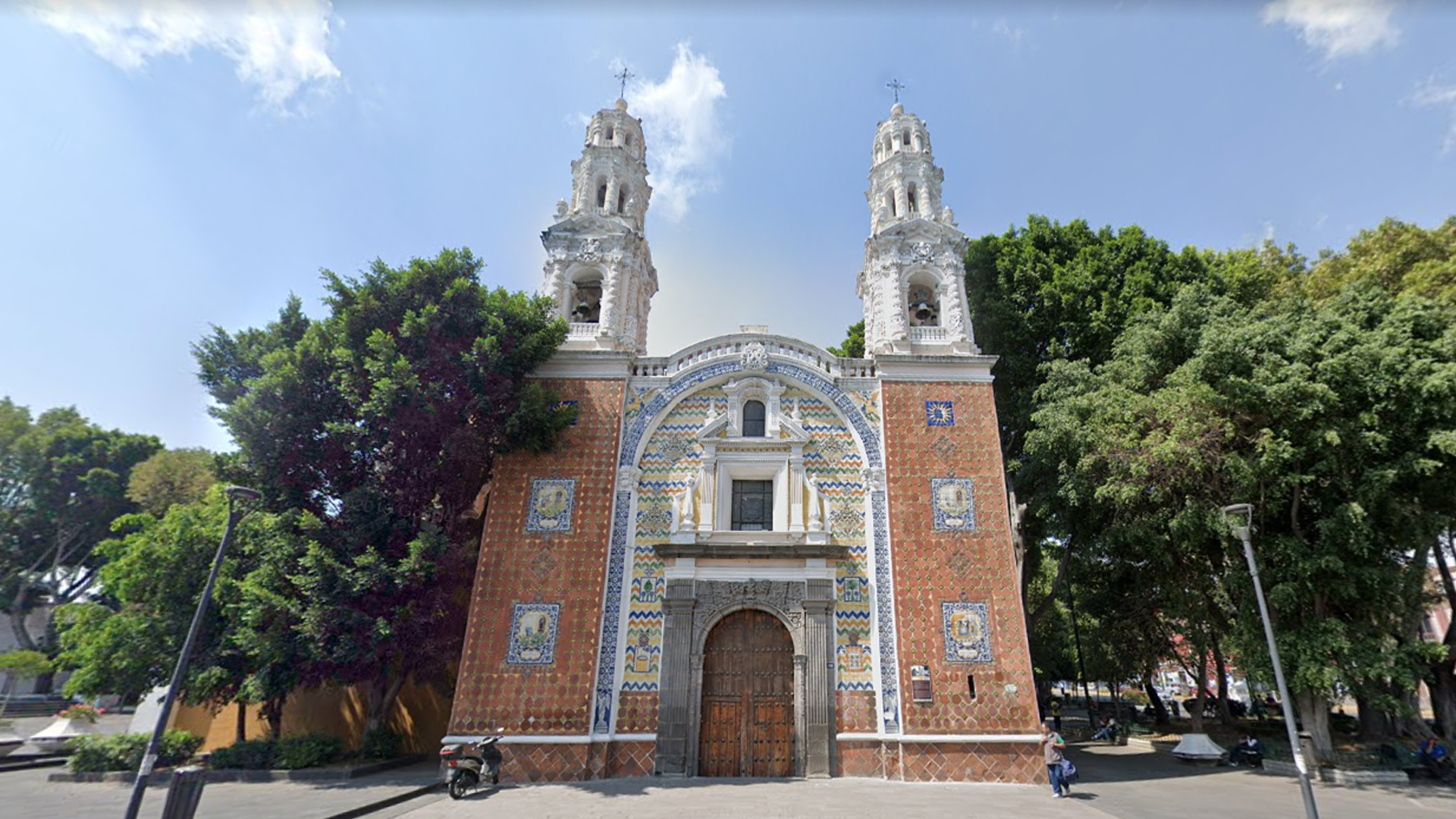
Santuario de Guadalupe, también conocido como La Villita, desde el Paseo Bravo

La fachada o frontispicio se caracteriza por estar enmarcada por un arco de azulejos de talavera azul y blanco; estos forman figuras de estrella. Asimismo en el arco se encuentra el monograma de María. Parte de la fachada está recubierta de ladrillo rojo o petatillo, característica que también se puede apreciar en las cúpulas del templo. Este tipo de ornamentación, presente en otros edificios civiles (Casa de Alfeñique y Casa de los muñecos) y religiosos (Templo conventual de San Francisco) de Puebla, es una característica del barroco poblano, herencia de la arquitectura andaluza.
En la fachada, bajo los campanarios, se encuentra representado en azulejos, las cuatro apariciones de la Virgen de Guadalupe. En los medallones apare la inscripción: "fecit talliter omni nationi" ("no hizo nada semejante por otra nación"), que es una frase que aparece junto a la imagen de la Virgen de Guadalupe, autorizada por el papa Benedicto XIV, al declararla como patrona de Nueva España. Por su parte, las torres, de tres cuerpos ambas, muestran profusión en los adornos; con columnas salomónicas o helicoidales.
La planta del templo de es cruz latina con un sotocoro en la entrada. Posee una bóveda de cañón con lunetos de estilo neoclásico. El presbiterio tiene una bóveda de plato en el cual las pechinas muestran pinturas de pontífices relacionados al culto de la Virgen de Guadalupe. A lo largo del interior, en las paredes, hay cuatro lienzos que muestran las cuatro apariciones de la virgen. Anexo al templo hay una capilla dedicada a la Virgen Dolorosa.